# James C. McReynolds

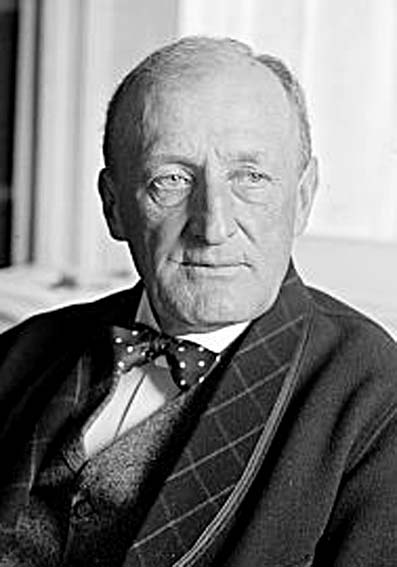
James C. McReynolds (etwa 1924)

James Clark McReynolds (* 3. Februar 1862 in Elkton, Todd County, Kentucky; † 24. August 1946 in Washington, D.C.) war ein amerikanischer Jurist, Politiker, Justizminister (Attorney General) sowie Richter am United States Supreme Court.

## Studium und berufliche Laufbahn
James McReynolds, Sohn eines Chirurgen, absolvierte zunächst ein allgemeinbildendes Studium an der Vanderbilt University in Nashville, das er 1882 mit einem Bachelor of Arts (B.A.) beendete. Anschließend studierte er Rechtswissenschaften an der Law School der University of Virginia, wo er 1884 mit einem Bachelor of Laws (LL.B.) abschloss.
Danach war er Sekretär des US-Senators Howell Edmunds Jackson aus Tennessee. 1886 war er zunächst als Rechtsanwalt in Nashville tätig, ehe er von 1900 bis 1903 Professor für Handelsrecht, Versicherungsrecht und Gesellschaftsrecht an der Law School der Vanderbilt University wurde. 1907 begann er eine Tätigkeit als Rechtsanwalt in New York City.

## Politische Laufbahn

### Justizminister unter Präsident Wilson
McReynolds begann seine politische Laufbahn 1896 mit einer erfolglosen Kandidatur zum US-Repräsentantenhaus. Er trat für die Republikaner an und unterlag dem Demokraten John W. Gaines deutlich.
1903 wurde er als Assistent des Justizministers (Assistant Attorney General) in die Regierung von Theodore Roosevelt berufen. Dieses Amt übte er bis 1907 aus. Anschließend war er von 1907 bis 1912 Chefberater der Regierung und klagte in dieser Zeit insbesondere Gegner des Sherman Antitrust Act an.
Am 5. März 1913 wurde er von Präsident Woodrow Wilson als Attorney General in dessen Kabinett berufen. Dieses Amt übte er jedoch nur bis zum 29. August 1914 aus.

### Richter am Obersten Gerichtshof
Wenige Wochen später ernannte ihn Präsident Wilson am 12. Oktober zum Richter am Supreme Court, wo er die Nachfolge des am 12. Juli 1914 verstorbenen Horace Harmon Lurton antrat. Am 31. Januar 1941 trat McReynolds, der zuvor einmal geäußert hatte, dass er Richter bliebe, solange Franklin D. Roosevelt Präsident sei, von seinem Amt als Richter am Supreme Court zurück. Nachfolger wurde James F. Byrnes, US-Senator aus South Carolina.

#### Wichtige Entscheidungen

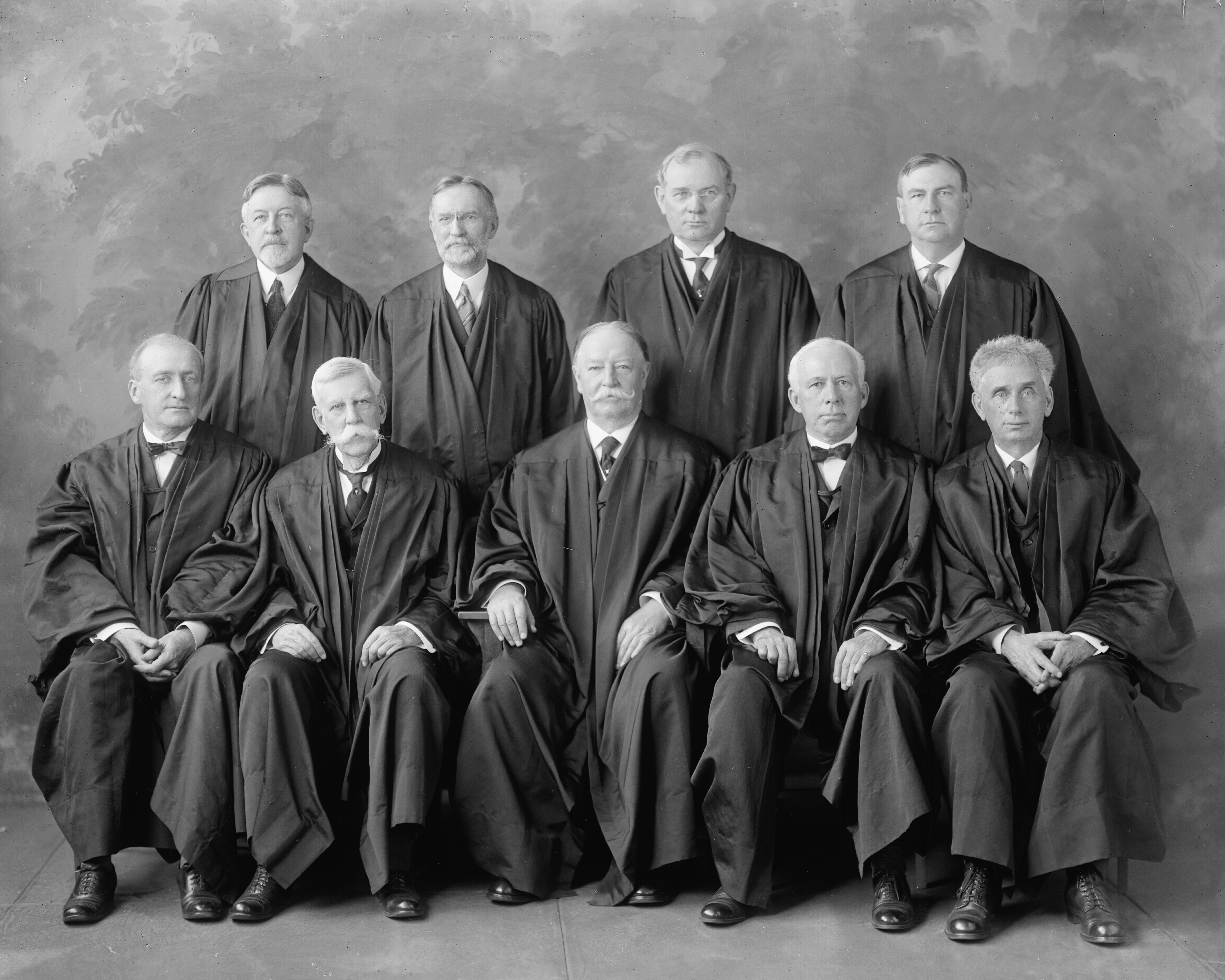
Richter des US Supreme Court (1925): (vorn von links) James Clark McReynolds, Oliver Wendell Holmes, William Howard Taft, Willis Van Devanter, Louis Brandeis, (hinten von links) Edward Sanford, George Sutherland, Pierce Butler, Harlan Fiske Stone

Während seiner Amtszeit war er dafür bekannt, dass seine Entscheidungen knapp waren und er zugleich abweichende Meinungen als Zeitverschwendung betrachtete. In den ersten Jahren war er Verfasser der Entscheidungen Meyer v. Nebraska (1923) und Pierce v. Society of Sisters (1925), die durch den Verweis auf den 14. Verfassungszusatz die Bürgerrechte schützten und stärkten. Wesentlich später wurde diese Entscheidungen zur Stärkung der Entscheidungen zum verfassungsmäßigen Recht der Privatsphäre (Griswold v. Connecticut, 1965) sowie später zum Abtreibungsrecht (Roe v. Wade, 1973) herangezogen.
Während der ersten Amtszeit von Präsident Roosevelt gehörte er neben George Sutherland, Pierce Butler und Willis Van Devanter dem konservativen Flügel der Richter, den so genannten Four Horsemen (Vier Reiter) an. Dieser Flügel und insbesondere McReynolds, der den Präsidenten geradezu verachtete, trafen Entscheidungen, die die New-Deal-Programme Roosevelts heftig kritisierten.
Als Richter stimmte McReynolds gegen die Tennessee Valley Authority, das Gesetz zur Genesung der Nationalindustrie (National Industrial Recovery Act) sowie das Sozialversicherungsgesetz (Social Security Act), die allesamt Teil Roosevelts New Deal waren. Auch nach dem Tode der anderen konservativen Richter stimmte er als letzter Verbliebener der vier Reiter weiterhin gegen die Politik des Präsidenten.
1939 war er auch der Verfasser der strittigen Entscheidung United States v. Miller, eine der wenigen Entscheidungen des Supreme Court, die unmittelbar auf den 2. Verfassungszusatz Bezug nahm. Dies war erst 2008 mit District of Columbia v. Heller erneut der Fall.

#### Verhalten gegenüber anderen Richtern und Antisemitismus
Neben seiner Abneigung gegen Präsident Roosevelt wurde McReynolds von vielen als einer der unangenehmsten Richter des Supreme Court angesehen. Bereits der Chief Justice William Howard Taft bezeichnete ihn als egoistisch, voreingenommen, verantwortungslos und als arbeitsscheu („always trying to escape work“).
Des Weiteren war er bekannt für seinen offenen Antisemitismus. Mit Louis Brandeis, der 1916 erster jüdischer Richter des Supreme Court wurde, wechselte er bis 1919 kein Wort und verließ den Sitzungssaal, wenn Brandeis eintrat. 1924 weigerte er sich, auf einem Gruppenfoto des Obersten Gerichts neben Brandeis zu sitzen. Selbst bei Brandeis’ Rücktritt 1939 unterschrieb er nicht den üblichen Würdigungsbrief.
Vor der Berufung von Benjamin N. Cardozo zum Richter bat er Präsident Herbert C. Hoover zusammen mit den Richtern Butler und Van Devanter 1932 darum, den Obersten Gerichtshof „nicht mit einem zweiten Juden zu plagen“. Während der Vereidigungszeremonie las er demonstrativ in einer Tageszeitung. Nach den Angaben von John Frush Knox, der von 1936 bis 1937 sein Gerichtsassistent war, wechselte er mit Cardozo kein Wort. Selbst der Trauerfeier für den 1938 verstorbenen Cardozo blieb er ebenso fern wie der Vereidigung von Cardozos jüdischem Nachfolger Felix Frankfurter.
Gerüchten zufolge soll McReynolds’ Art auch der Grund für den Rücktritt von Richter John Hessin Clarke nach nur sechsjähriger Amtszeit gewesen sein. Darüber hinaus war er als frauenfeindlich bekannt und verließ beim Erscheinen von Juristinnen sogar seinen Richterstuhl. Auf der anderen Seite hinterließ der Junggeselle ein beträchtliches Vermögen an wohltätige Organisationen und übernahm die Patenschaft von 33 Kindern, die 1940 Opfer des deutschen Luftangriffs auf London wurden.

## Nachleben
In jüngerer Zeit war er Romanfigur in der Timeline-191-Serie von Harry Turtledove.